# Gratot
 Gratot  es una población y comuna francesa, situada en la región de Baja Normandía, departamento de Mancha, en el distrito de Coutances y cantón de Saint-Malo-de-la-Lande.

## Demografía
| 423 | 412 | 385 | 444 | 581 | 612 |
| Para los censos de 1962 a 1999 la población legal corresponde a la población sin duplicidades (Fuente: INSEE [Consultar]) |     |     |     |     |     |